# Milas-Hydroxylierung
Die Milas-Hydroxylierung ist eine Namensreaktion der organischen Chemie, die auf Nicholas A. Milas und Sidney Sussman zurückgeht und zu den Dihydroxylierungen von Alkenen zählt. Die Reaktion wurde erstmals 1936  als eine Synthese zur Gewinnung von cis-Diolen veröffentlicht.

## Übersichtsreaktion
Die Milas-Hydroxylierung ist eine Oxidationsreaktion zwischen einem Alken (1) und Wasserstoffperoxid zu einem cis-Diol (2) unter Anwesenheit von z. B. katalytischen Mengen Osmiumtetroxid (OsO4).

## Reaktionsmechanismus
Ein möglicher Reaktionsmechanismus für die Milas-Hydroxylierung wird von Zerong Wang wie folgt beschrieben:
Das Wasserstoffperoxid (1) bildet mit dem Katalysator Osmiumtetroxid (OsO4)  (2) ein Zwischenprodukt (3), welches nach der Umlagerung mit dem Alken reagiert und ein weiteres Zwischenprodukt bildet. Durch anschließende Abspaltung von OsO4 entsteht das cis-Diol (4).

## Anwendung
Die Milas-Hydroxylierung findet Anwendung in der präparativen Chemie.

## Ähnliche Reaktionen
Eine ähnliche Reaktion zur cis-Dihydroxylierung mit Osmium(VIII)-oxid, aber mit N-Methylmorpholin-N-oxid anstatt Wasserstoffperoxid ist die Sharpless-Dihydroxylierung. Soll ein Alken anti dihydroxyliert werden, kann die Prévost-Hydroxylierung genutzt werden.